# Aeroportul Municipal Hawthorne
Aeroportul Municipal Hawthorne (IATA: HHR, ICAO: KHHR, FAA LID: HHR) este un aeroport din California, Statele Unite ale Americii. Aeroportul a fost tranzitat în 2019 de 6.814 pasageri.
Situat la o altitudine de 20 m, aeroportul dispune de 1 pistă.

## Infrastructură

### Piste
Aeroportul dispune de o singură pistă. Pista 07/25 are suprafața de asfalt și dimensiunile 4.956 picioare × 100 picioare. 